# Paul Lohmann (Sänger)
Paul Lohmann (* 2. April 1894 in Halle a. d. Saale; † 26. Juni 1981 in Aschaffenburg) war ein deutscher Konzert- und Oratoriensänger (Bariton) und Gesangspädagoge.

## Biografisches

### Wirken als Sänger
Paul Lohmann wurde 1894 in Giebichenstein bei Halle a. d. Saale geboren. Zwischen 1904 und 1910 sammelte er erste gesangliche Erfahrungen im Stadtsingechor zu Halle. Dort nahm er ab 1913 auch seinen ersten Gesangsunterricht bei einem Opernsänger namens Frank, in der Absicht, selbst an die Bühne zu gehen. Diese Pläne wurden aber undurchführbar, nachdem Lohmann 1914 nach einer schweren Kriegsverwundung seinen rechten Arm verlor. Seine Gesangsausbildung setzte er, nun mit dem Berufsziel Lied- und Oratoriensänger, fort.
Ab 1915 oder 1916 war er bei Clara Hertwig in Mühlhausen, wo er nach dem Krieg eine Erwerbsarbeit im Unterbeamtendienst fand. Hertwig war nach Lohmanns Aussage Schülerin von Lola Beeth gewesen, die selbst einen Teil ihrer Ausbildung bei Pauline Viardot-Garcia absolviert und später die berufsbegleitende Beratung der Garcia-Schülerin Mathilde Marchesi eingeholt hatte. Lohmann selbst berichtet am ausführlichsten über seinen nächsten Lehrer, den Baritonisten Karl Scheidemantel, den er ab 1919 in Weimar, später bis zu Scheidemantels Tod 1923 in Dresden aufsuchte. Scheidemantel hatte u. a. bei Julius Stockhausen studiert, einem der bekanntesten Schüler Manuel Garcías und besonders bekannt als Interpret von Kunstliedern.
Nachdem Scheidemantel verstorben war, suchte Lohmann nach weiterer stimmlicher Vervollkommnung und fand 1924 zu der damals schon renommierten Pädagogin Franziska Martienssen-Lohmann – seiner späteren Gattin – in Leipzig. Sie war selbst in Berlin Schülerin von Johannes Messchaert gewesen, der wie Scheidemantel von Julius Stockhausen ausgebildet worden war.
Die Einführung im Berliner Musikleben Anfang der 1920er-Jahre bedeutete den eigentlichen Auftakt zu seiner Sängerkarriere, die sich in den ersten Kreisen des Berliner Musiklebens bewegte. 1933 übernahm er seine erste Hochschulprofessur in Berlin. Auf fachlichem Gebiet arbeitete er daran, einen Herausgeberauftrag des Schott-Verlages, Franz Schuberts sämtliche Lieder neu zu sichten und zu ordnen, auszuführen, und sein bis heute bekanntestes Hauptwerk Stimmfehler–Stimmberatung war ebenfalls 1938 erschienen.
Sein Wirkungskreis umfasste regelmäßig das gesamte Deutsche Reich mit Tätigkeitsschwerpunkt in der Hauptstadt Berlin. Konzertreisen führten ihn durch fast ganz Europa. Zeitungskritiker verglichen ihn wiederholt mit Sängern wie Ludwig Wüllner und Enrico Caruso, Fjodor Iwanowitsch Schaljapin oder Johannes Messchaert.
Neben dem barocken, klassischen und romantischen Repertoire widmete er sich auch dem zeitgenössischen Musikschaffen und arbeitete unter anderem mit Ferruccio Busoni, Jean Sibelius, Richard Strauss, Ernst Krenek, Max Reger, Hermann Reutter, Hans Pfitzner, Emil Mattiesen, dessen Lieder er besonders pflegte. Bemerkenswert ist die Uraufführung von Reutters weltlichem Oratorium Der große Kalender oder eine Aufführung von Regers Requiem unter Leitung von Anton Webern.

### Wirken als Gesangspädagoge
Zusammen mit seiner Gattin Franziska Martienssen-Lohmann unterrichtete Lohmann in Berlin, danach in Weimar. Seit 1928 veranstalteten die beiden Kurse in Potsdam, Salzburg und Luzern. 1949 verlegte das Ehepaar seine Lehrtätigkeit nach Wiesbaden, wo Paul Lohmann eine Professur am Konservatorium übernahm; ab 1950 war er Professor an der Frankfurter Musikhochschule. Franziska Martienssen-Lohmann arbeitete seit 1949 als Pädagogin in Düsseldorf.
Beide gaben sie mehrere Lehrbücher und ähnliche gesangsmethodische Schriften heraus (Das bewußte Singen, 1922; Die echte Gesangskunst, 1934; Stimmfehler – Stimmberatung, 1938; Berufung und Bewährung des Opernsängers, 1943; Der wissende Sänger, 1956).
Die Zahl der Schüler der beiden Pädagogen ist fast unübersehbar; der Einfluss, den diese auf das Musikleben und die Entwicklung der Gesangskunst ihrer Epoche in Deutschland genommen haben, ist beträchtlich.
Zum Kreis der Schüler gehörten Hildegard Hillebrecht, Judith Beckmann, Leonore Kirschstein, Ingrid Bjoner, Hanna Ludwig, Wilfriede Lüttgen, Jutta Vulpius, Johanna Rütishauser, Ursula Zehnder und Jakob Keller, Paul Gümmer, Roland Hermann, Josef Olbertz, Kurt Wolinski, Jakob Stämpfli, August Meßthaler, Jean van Ree, Dieter Slembeck, Hans Sojer, Rudo Timper, Kurt Widmer, Morris Morgan und Hermin Esser.